# Nimboa sumarana
Nimboa sumarana är en insektsart som beskrevs av György Sziráki 1997. Nimboa sumarana ingår i släktet Nimboa och familjen vaxsländor. Inga underarter finns listade i Catalogue of Life.